# 卡諾帕斯岩
卡諾帕斯岩（英語：Canopus Rocks）是南極洲的岩石，位於麥克羅伯特森地，處於卡諾帕斯島西北面2公里、內拉岩和薩維特岩以東2公里、漢森岩東南面2公里的霍姆灣東部，現時由南極條約體系管理。